# Лас-Пеньяс-де-Ріглос
Лас-Пеньяс-де-Ріглос (ісп. Las Peñas de Riglos, араг. As Peñas de Riglos) — муніципалітет в Іспанії, у складі автономної спільноти Арагон, у провінції Уеска. Населення — 272 особи (2009).
Муніципалітет розташований на відстані близько 330 км на північний схід від Мадрида, 34 км на північний захід від Уески.
На території муніципалітету розташовані такі населені пункти: (дані про населення за 2009 рік)
- Сентенеро: 12 осіб
- Ена: 24 особи
- Ла-Пенья-Естасьйон: 40 осіб
- Расаль: 26 осіб
- Ріглос: 72 особи
- Салінас-де-Хака: 25 осіб
- Санта-Марія: 28 осіб
- Трісте: 17 осіб
- Вільялангуа: 21 особа
- Єсте: 3 особи
- Каркавілья: 0 осіб

## Демографія
Динаміка населення (INE ):

## Галерея зображень

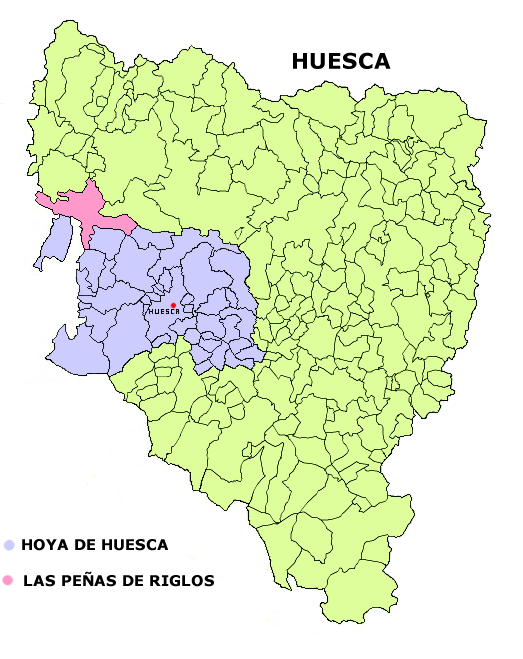
Розташування муніципалітету